# Chạm tay vào nỗi nhớ
Chạm tay vào nỗi nhớ (tên cũ: Học viện cảnh sát) là một bộ phim truyền hình được thực hiện bởi Trung tâm Phim truyền hình Việt Nam, Đài Truyền hình Việt Nam do NSƯT Vũ Hồng Sơn làm đạo diễn. Phim phát sóng vào lúc 21h30 thứ 5, 6 hàng tuần bắt đầu từ ngày 7 tháng 11 năm 2013 và kết thúc vào ngày 21 tháng 3 năm 2014 trên kênh VTV3.

## Nội dung
Chạm tay vào nỗi nhớ là câu chuyện của nhóm sinh viên năm thứ nhất tại Học viện Cảnh sát nhân dân. Trong đó, Quân (Saetti Baggio), một công tử ngang ngược và cá tính, dựa vào người bố có chức vụ trong ngành cảnh sát nên ngông nghênh, đã luôn gây khó dễ cho các bạn cùng lớp và thầy cô giáo. Cô bạn học cùng lớp tên Ngân Hà (Diệp Anh) luôn cảm thấy khó chịu trước những trò phá phách của Quân nhưng chính cô cũng nhận thấy những điểm tốt đẹp ẩn sâu bên trong con người của cậu sinh viên này...

## Diễn viên
- Saetti Baggio trong vai Trung Quân[5]
- Diệp Anh trong vai Ngân Hà/Ngân Bình[5]
- Huyền Trang trong vai Anh Thư[5]
- Tiến Lộc trong vai Thầy giáo Minh[5]
- Thanh Sơn trong vai Lớp trưởng Tài[5]
- Hoàng Phương Anh trong vai Lăng Tiên
- Nguyễn Văn Báu trong vai Thiếu tướng Khải
- NSƯT Tạ Minh Thảo trong vai Thiếu tướng Quyết
- Lê Hồng Quang trong vai Khôi "Bột"
- Nguyễn Ngọc Bương trong vai Lân
- Doãn Quốc Đam trong vai Mễ
- Nguyễn Xuân Phúc trong vai Bằng
- Duy Thanh trong vai Triệu Quốc
- Hồ Sỹ Hoài trong vai  Nhà thiết kế thời trang Ngô Quang Hưng
- Chí Dương trong vai Anh của Ngân Hà/Ngân Bình

Cùng một số diễn viên khác...

## Ca khúc trong phim
Bài hát trong phim là ca khúc "Chạm tay vào nỗi nhớ" do Xuân Phương sáng tác và Hải Yến Idol trình bày.

## Giải thưởng
| Năm  | Giải thưởng         | Hạng mục                  | (Người) đề cử | Kết quả       | Tham khảo |
| ---- | ------------------- | ------------------------- | ------------- | ------------- | --------- |
| 2014 | Giải Cánh diều 2013 | Nam diễn viên triển vọng  | Tiến Lộc      | Đoạt giải     | [ 7 ]     |
| 2014 | Giải Cánh diều 2013 | Phim truyện truyền hình   | —             | Cánh diều bạc | [ 7 ]     |
| 2014 | Ấn tượng VTV        | Phim truyền hình Ấn tượng | —             | Đề cử         | [ 8 ]     |